# Groß-Schweinbarth
Groß-Schweinbarth je městys v okrese Gänserndorf v Dolních Rakousích.

## Geografie
Groß-Schweinbarth leží v pahorkovité krajině ve Weinviertelu (Vinné čtvrti) mezi Gaweinstalem a Gänserndorfem v Dolních Rakousích. Výměra obce činí 24,92 kilometrů čtverečních, 46,3 % plocha je zalesněno.
Neexistuje žádné další katastrální území než Groß-Schweinbarth.

## Historie
Historie území je totožná s historií celého Rakouska.

### Vývoj počtu obyvatel
V roce 1971 žilo v obci 1039 obyvatel, 1981 982, 1991 měl městys 1017, 2001 1290 a k 1. dubnu 2009 žilo v obci 1286 obyvatel.

## Politika
Starosta městyse je Helmut Brandtner, zástupce starosty Berthold Peter, vedoucí kanceláře je Helmut Klement.
V obecní radě je 19 křesel a po obecních volbách dne 6. března 2005 jsou mandáty rozděleny takto: (SPÖ) 10 a (ÖVP) 9.

## Partnerství
Od 18. srpna 1996 je partnerskou obcí městys Eisgarn v okrese Gmünd. Přátelství bylo uzavřeno za starosty Leopolda Thallera (Groß-Schweinbarth) a starosty Karl Brunnera (Eisgarn).

## Sport
V roce 1948 byl založen fotbalový spolek SV Groß-Schweinbarth, prezidentem je Karl Mauser.

## Hospodářství a infrastruktura
Nezemědělských pracovišť v obci bylo v roce 2001 36 a v lesních závodech v roce 1999 bylo 103 pracovišť. Počet výdělečně činných osob v bydlišti bylo podle sčítání lidu 2001 555, to jest 45,19 %.

## Pozoruhodnosti
- Dolnorakouské muzeum lidové kultury - historie rolnictví od roku 1848 do dneška